# Aufsetzer
Als Aufsetzer wird bei Ballspielen in Mannschaftssportarten wie Fußball, Handball oder Wasserball eine Torschussvariante genannt, bei der der Ball vor dem Torwart einmal den Boden berührt (eben aufsetzt) und wieder, häufig in nicht vorhersagbarer Weise, nach oben springt.
Gut gezielte Schüsse führen häufiger zu einem Torerfolg, da die Flugbahn eines Aufsetzers vom Torwart, insbesondere beim unebenen und ungleichmäßigem bzw. nassen Untergrund schwerer vorausgesehen werden kann.